# Hogg
Hogg ist ein zuerst im Raum Durham aufgetretener alter schottischer und englischer Familienname, abgeleitet von dem altenglischen Wort hoga mit der Bedeutung „umsichtig, weise“.

## Namensträger
- Allister Hogg (* 1983), schottischer Rugby-Union-Spieler
- Andrew Hogg (* 1985), britisch-maltesischer Fußballspieler
- Arthur Robert Hogg (1903–1966), australischer Astronom
- Billy Hogg (1879–1937), englischer Fußballspieler
- Carl Hogg (* 1969), schottischer Rugby-Union-Spieler
- Charles E. Hogg (1852–1935), US-amerikanischer Politiker
- Chris Hogg (* 1985), englischer Fußballspieler
- David Hogg (Politiker) (1886–1973), US-amerikanischer Politiker
- David Hogg (Aktivist) (* 2000), US-amerikanischer Aktivist und als Schüler Überlebender des Schulmassaker von Parkland
- David Cleghorn Hogg (1840–1914), schottischer Geschäftsmann
- David R. Hogg (* 1958), US-amerikanischer Offizier
- Derek Hogg (1930–2014), englischer Fußballspieler
- Douglas Hogg, 1. Viscount Hailsham (1872–1950), britischer Jurist und Politiker (Conservative Party)
- Douglas Hogg, 3. Viscount Hailsham (* 1945), britischer Politiker, Mitglied des House of Commons
- Edward Hogg (* 1979), britischer Schauspieler
- Frank Scott Hogg (1904–1951), kanadischer Astronom
- George Hogg (1915–1945), britischer Journalist, Autor und Abenteurer
- Gerry Hogg (* 1960), US-amerikanischer American-Football-Spieler
- Graeme Hogg (* 1964), schottischer Fußballspieler
- Helen Sawyer Hogg (1905–1993), kanadische Astronomin
- Herschel M. Hogg (1853–1934), US-amerikanischer Politiker
- Ian Hogg (Seeoffizier) (1911–2003), britischer Vizeadmiral
- Ian Hogg (1926–2002), britischer Autor
- Ima Hogg (1882–1975), US-amerikanische Philanthropin
- James Hogg (1770–1835), schottischer Dichter
- James Lester Hogg (1931–2018), britischer Anglist und Religionshistoriker
- Jim Hogg (1851–1906), US-amerikanischer Politiker
- Joanna Hogg (* 1960), britische Filmemacherin
- John Hogg (Bluesmusiker) (1912–1997), US-amerikanischer Bluesmusiker
- John Hogg (Naturforscher) (1800–1869), britischer Jurist, Altertumswissenschaftler und Naturforscher
- John Hogg (Fußballspieler, 1881) (1881–1944), englischer Fußballspieler
- John Hogg (Fußballspieler, vor 1903), englischer Fußballspieler
- John Hogg (Fußballspieler, 1931) (1931–2001), englischer Fußballspieler
- John Hogg (Politiker) (* 1949), australischer Politiker
- Jonathan Hogg (* 1988), englischer Fußballspieler
- Michael Lindsay-Hogg (* 1940), US-amerikanischer Regisseur und Drehbuchautor
- Norman Hogg (1938–2008), schottischer Politiker
- Peter Hogg (1939–2020), kanadischer Rechtswissenschaftler
- Quintin McGarel Hogg (1907–2001), britischer Richter und Politiker
- Robert Hogg (Botaniker) (1818–1897), britischer Botaniker
- Robert Hogg (Fußballspieler, 1877) (1877–1963), englischer Fußballspieler
- Robert Hogg (Fußballspieler, 1914) (Robert Brown Hogg; * 1914), schottischer Fußballspieler
- Robert Hogg (Dichter) (* 1942), kanadischer Dichter
- Robert Lynn Hogg (1893–1973), US-amerikanischer Politiker (West Virginia)
- Robert Mason Hogg (* 1967), US-amerikanischer Politiker (Iowa)
- Robert V. Hogg (Robert Vincent Hogg; 1924–2014), US-amerikanischer Statistiker und Hochschullehrer
- Russell Hogg (1968–2012), schottischer Badmintonspieler
- Samuel E. Hogg (1783–1842), US-amerikanischer Politiker
- Sarah Hogg, Viscountess Hailsham (* 1946), britische Politikerin, Journalistin und Managerin
- Smokey Hogg (1914–1960), US-amerikanischer Musiker
- Stuart Hogg (* 1992), schottischer Rugby-Union-Spieler
- Theodor Hogg (* 1941), deutscher Benediktinerabt
- Thomas Jefferson Hogg (1792–1862), britischer Jurist und Schriftsteller
- Wendy Hogg (* 1956), kanadische Schwimmerin